# كرجية حداد
كرجية حداد سيدة أعمال وناشطة اجتماعية في سوريا والمهجر اشتهرت بسبب أعمالها الخيرية الكثيرة وخاصة في تمويل الجامعات والمدارس وأشهر أعمالها ساعة حمص الجديدة. ومشفى أمراض القلب في ساو باولو (البرازيل).

## حياتها
ولدت في حمص عام 1890، ثم هاجرت مع عائلتها إلى البرازيل عام 1902 ضمن موجات الهجرة السورية الكبيرة في نهايات القرن التاسع عشر وبدايات القرن العشرين، وتزوجت من أسعد حداد عام 1903، وأنجبا عشرة أولاد (ثلاثة ذكور وسبع إناث)، وكانت شريكة لزوجها في أعماله الخيرية وعمله التجاري.

## أعمالها
مولت الكثير من المؤسسات والجمعيات ومنها:

### في سوريا
- بناء ساعة حمص الجديدة.
- بناء الميتم الأرثوذكسي.
- تمويل جمعية الطالبات القديمات.
- تبرعات لمنظمة الهلال الأحمر في سوريا.
- بناء معهد القبالة والتمريض في الجامعة السورية بدمشق (جامعة دمشق حاليا).
- التبرع لمأوى العجزة في حمص.
- دعم وتسليح الجيش السوري عام 1955.

### في البرازيل
- بناء الميتم السوري.
- بناء دار العجزة.و
- مصحّ الأمراض القلبية.
- النادي الحمصي.
- النادي السوري الرياضي.

وغير ذلك من الأعمال الخيرية الكثيرة.

## تكريمها
كرمت مرات عديدة من أدباء ومثقفين سوريين في سوريا والمهجر، وأُطلق اسمها على أحد شوارع دمشق (شارع 29 أيار، جادة كرجية حداد).<ref>"إضاءات على أصول الاسماء حمص (5) شارع أسعد عبد الله حداد – الباحث المهندس نهاد سمعان - مدى". مدى (بar-AR). 7 May 2018. Archived from the original on 2019-03-29. Retrieved 2018-10-10.{{استشهاد بخبر}}:  صيانة الاستشهاد: لغة غير مدعومة (link)